# Silvia Terrón
Silvia Terrón (Madrid, 1980) es escritora, traductora y especialista en diplomacia cultural. Reside y trabaja en París, desde donde edita obras de poesía y dirige la revista literaria bilingüe (francés-español) Alba Paris, dedicada a la difusión de la cultura hispanoamericana en Francia. Paralelamente, coordina la sección de literatura de Spain Now!, la temporada de cultura española contemporánea que se celebra cada otoño en Londres.

## Biografía
Vinculada al periodismo cultural en el inicio de su carrera, su poemario Parejas Impares fue seleccionado en el Certamen Jóvenes Creadores 2005 de la Comunidad de Madrid. Desde entonces ha publicado tres libros de poesía: La imposibilidad gravitatoria (Ediciones Torremozas, 2009), Doblez (Ediciones Liliputienses, 2014) y Las veces (Isla de Siltolá, 2015). 
Su primera novela, Umbra, ha sido publicada como parte de la selección para 2018 de Penguin Random House Grupo Editorial, con Mercedes Cebrián como editora.

## Publicaciones
- La imposibilidad gravitatoria,[10] poemas, Ediciones Torremozas, 2009.
- Doblez,[11] poemas, Ediciones Liliputienses, 2014.
- Las veces,[12] poemas, La Isla de Siltolá, 2015.
- Umbra,[13] novela, Caballo de Troya, 2018.

### Otros trabajos
- Enésima hoja: Antología de poetas contemporáneas[14], poemas, Cuadernos del Laberinto, 2012.

## Enlaces de interés
- Voces nuevas para la nueva novela. Entrevista. Babelia. El PAÍS.
- Silvia Terrón en Conversaciones Literarias de Formentor - La pasión según G.H, de Clarice Lispector.
- Historias de un Madrid desmemoriado: Entrevista a Kiko Herrero. Quimera, Revista de Literatura.
- De nuevo, el líquido. Poema de Silvia Terrón en Revista Blusa.
- Extracto de 'Tiempo es fracaso. Una proyección cartográfica de la poesía española reciente (+ una lectura teologal de esa poesía)' por Alberto Santamaría.
- Review: Literature in collaboration with Susana Medina & Derek Ogbourne + Silvia Terrón & Nacho R. Piedra. Susana Medina & Silvia Terrón reading for Spain Now!.
- Poetas del siglo XXI: Silvia Terrón [4.016]: Antología digital de Fernando Sabido Sánchez.

- Datos: Q56461307